# TurboGears
TurboGears est un cadriciel (framework) orienté Web/Ajax  et MVC basé sur des templates, des plugins écrits en Python.
- Model: SQLObject remplacé par défaut par SQLAlchemy depuis la version ≥ 1.1
- View : Kid remplacé par Genshi depuis la version ≥ 1.1
- Controller : CheeryPy
- Ajax : MochiKit
- Templates : Cheetah, Django, Mako, Jinja

## Histoire
- Kevin Dangoor se retire du projet ToscaWidget[Quand ?].
- Alberto Valverde reprend le projet sous le nom de TurboGears[Quand ?].
- En juin 2007 sort la documentation officielle de l'API turboGears.
- En septembre 2008 apparaît la version bêta 1.1 de Turbogears, aidé par le Google Summer of Code.

## Versions
Deux branches de développement coexistent.

### TurboGears 1.x
TurboGears 1.x provient du code source de base qui utilise CherryPy comme serveur d'applications. 
L'API TurboGears 1.1 reste compatible avec TurboGears 1.0

### TurboGears 2
TurboGears 2 est une réimplémentation de TurboGears 1.x au-dessus de l'API Pylons.